# BYD L3
BYD L3 — компактный автомобиль, выпускавшийся китайской компанией BYD с 2010 по 2015 год.

## Описание
BYD L3 являлся дальнейшим развитием BYD F3. L3 также продавался в Чили, Уругвае и других латиноамериканских странах под названием New F3.
Как и G3, модель имеет сходство с Toyota Corolla E120. Задняя подвеска автомобиля торсионная, а передняя — Макферсон.
Автомобиль оборудован системами ABS + EBD, подушками безопасности, электропакетом, системой бесключевого доступа и спутниковой навигацией с голосовым помощником.

## Технические характеристики
BYD L3 оснащён двигателями объёмом 1,5—1,8 л, которые сочетались в паре с пятиступенчатой механической, бесступенчатой, либо же с шестиступенчатой трансмиссией с двумя сцеплениями.

## Галерея

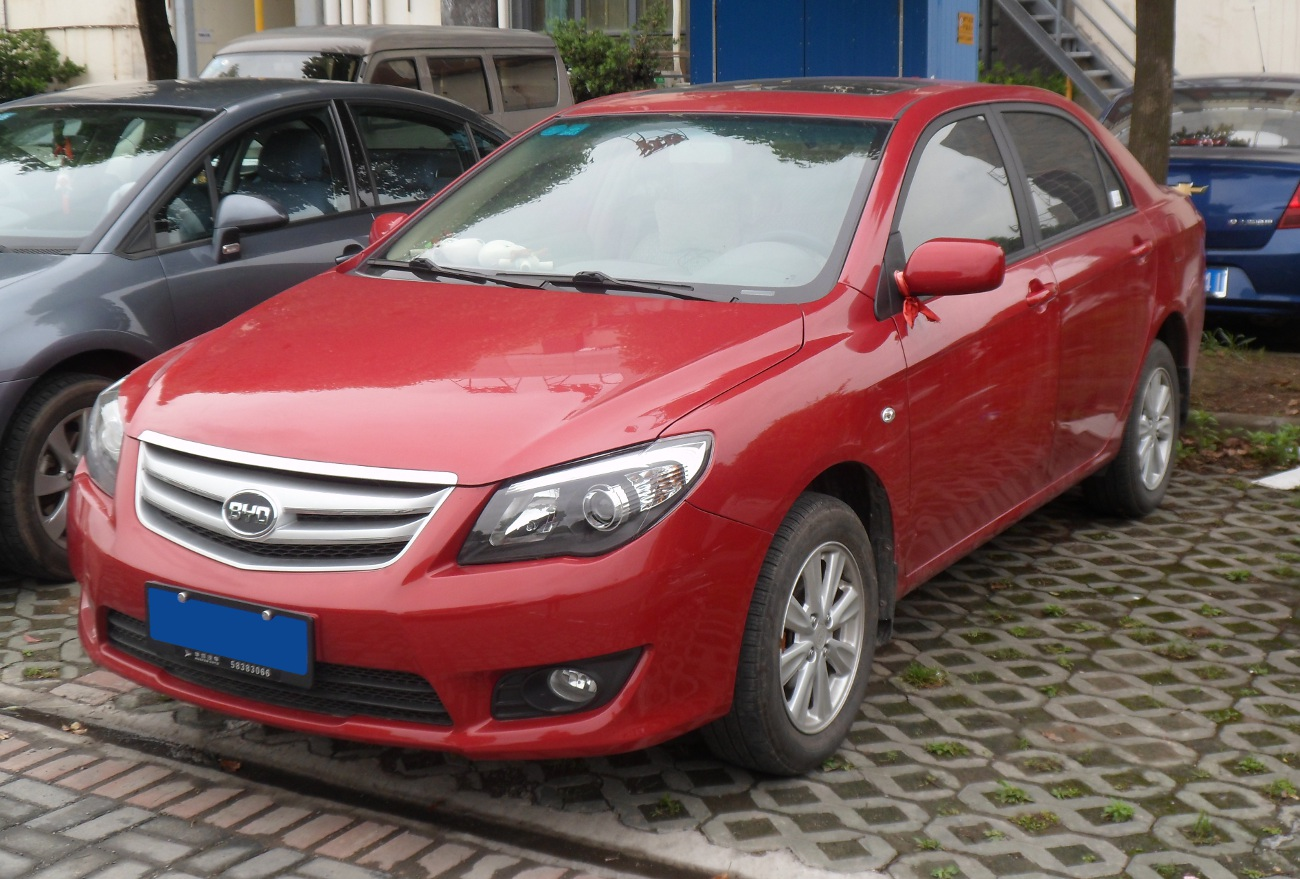
Вид спереди
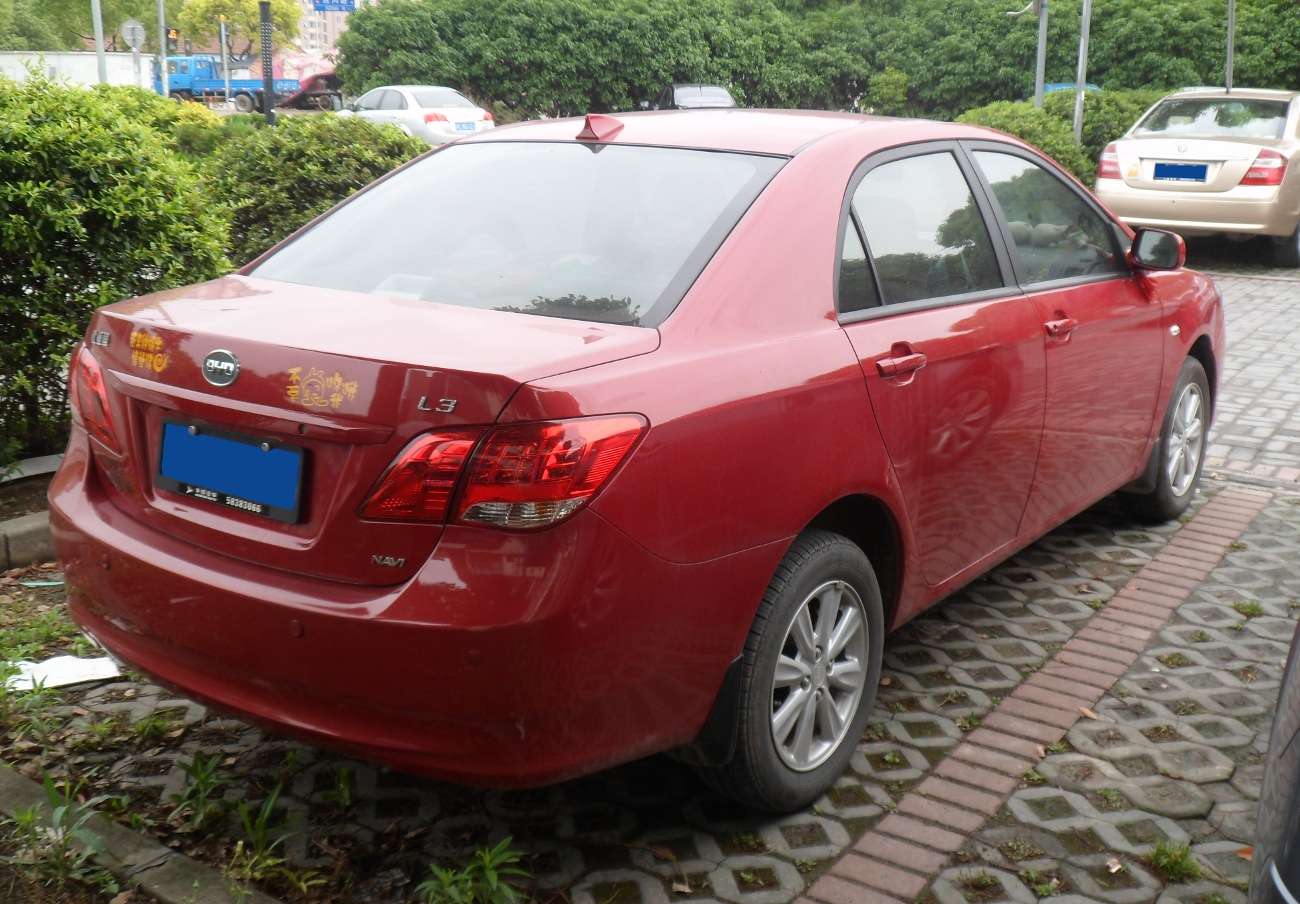
Вид сзади